# Schmölln
För andra betydelser, se Schmölln (olika betydelser).
Schmölln är en stad i distriktet (Landkreis) Altenburger Land i det tyska förbundslandet Thüringen. Förutom staden ingår 13 mindre orter i kommunen och staden ingår i förvaltningsområdet Schmölln tillsammans med kommunen Dobitschen.
Staden ligger i delstatens östra del vid floden Sprotte. Samhället nämns året 1066 för första gången i en urkund. En greve inrättade 1127 ett kloster på en kulle nära orten. Schmölln fick mellan 1324 och 1329 stadsrättigheter och en annan greve lät bygga sitt slott i staden. Den första stadskyrkan Sankt Nikolai tillkom under 1400-talet. Den föll liksom flera andra byggnader offer för den stora stadsbranden som drabbade Schmölln 19 oktober 1772. Efter branden återuppfördes kyrkan i sin nuvarande form.
Vid början av 1900-talet blev staden ett centrum för produktionen av knappar. Dessa framställdes av importerade nötter från elfenbenspalmer. Varje år köptes cirka 100 000 nöter och det producerades omkring 3 miljoner knappar. Fabrikerna ahde tillsammans cirka 1500 anställda. I mindre utsträckning produceras fortfarande knappar i staden.